# Plebejus pyrenaeorum
Plebejus pyrenaeorum är en fjärilsart som beskrevs av Ruggero Verity 1951. Plebejus pyrenaeorum ingår i släktet Plebejus och familjen juvelvingar. Inga underarter finns listade i Catalogue of Life.